# Rivulana
Rivulana là một chi bướm đêm thuộc họ Erebidae.